# Albert Ingham
Albert Edward Ingham FRS (ngày 3 tháng 4 năm 1900 – ngày 6 tháng 9 năm 1967) là nhà toán học Anh.

## Tiểu sử
Ingham được sinh tại Northampton. Ông tới trường Stafford Grammar rồi bắt đầu dạy tại đại học Trinity, Cambridge vào tháng 1 năm 1919 sau khi phục vụ quân đội Anh trong chiến tranh thế giới thứ nhất. Ông được bầu làm hội viên của Trinity vào 1922.
Ingham cưới Rose Marie "Jane" Tupper‑Carey vào 1932; cặp đôi có hai con trai. Ingham mất tại thụy sĩ vào 1967.

## Nghiên cứu
Ingham được bổ nhiệm làm độc giả tại đại học Leeds vào 1926 rồi trở lại đại học Cambridge làm giảng viên vào 1930. Ingham được bổ nhiệm là hội viên hội hoàng gia năm 1945. Ingham xuất bản duy nhất một quyển sách: On the Distribution of Prime Numbers (dịch: về sự phân phối các số nguyên tố) vào 1932.
Ingham giám sát luận án của C. Brian Haselgrove, Wolfgang Fuchs và Christopher Hooley.
Vào năm 1937, Ingham đã chứng minh được rằng nếu
{\displaystyle \zeta \left(1/2+it\right)=O\left(t^{c}\right)}
với một số hằng dương c, thì
{\displaystyle \pi \left(x+x^{\theta }\right)-\pi (x)\sim {\frac {x^{\theta }}{\log x}},}
với bất kì θ > (1+4c)/(2+4c). Ở đây ζ kí hiệu hàm zeta Riemann và π kí hiệu hàm đếm số nguyên tố.
Sử dụng kết quả tốt nhất cho c ở thời điểm đó, hệ quả trực tiếp sau đó là:
gn < pn5/8,
với pn là số nguyên tố thứ n và gn = pn+1 − pn là khoảng cách số nguyên tố thứ n.